# Furcraea samalana
Furcraea samalana ist eine Pflanzenart aus der Gattung Furcraea in der Unterfamilie der Agavengewächse (Agavoideae). Das Artepitheton samalana verweist auf das Vorkommen der Art im guatemaltekischen Samalana-Tal.

## Beschreibung
Furcraea samalana wächst stammlos oder bildet einen bis zu 0,5 Meter (selten bis zu 2 Meter) langen Stamm aus. Die lanzettlichen, rinnigen, fast glatten Laubblätter laufen im oberen Teil lang spitz zu. Ihre grüne oder sehr leicht gräuliche Blattspreite ist 100 bis 200 Zentimeter lang und 10 bis 15 Zentimeter breit. Der breite, flach auswärts gebogenen Blattrand ist zwischen den Zähnen konkav und hornig. Die rötlich kastanienbraunen, schlanken und mehrheitlich einwärts gebogenen Randzähne laufen über niedrige, fleischige Erhebungen herab. Sie sind bis zu 7 Millimeter lang und stehen 2 bis 5 Zentimeter (selten 1 bis 6 Zentimeter) voneinander entfernt. In der oberen Hälfte bis zu den oberen zwei Dritteln fehlen die Randzähne. Ein Enddorn fehlt in der Regel. Ist er vorhanden, dann ist er rötlich und 1 bis 2 Millimeter lang.
Der länglich rispige Blütenstand erreicht eine Höhe von 3 bis 5 Meter und trägt manchmal reichlich konisch-eiförmige Bulbillen. Die Brakteen sind viel kürzer als die 3 bis 6 Millimeter (selten bis 9 Millimeter) langen, kahlen Blütenstiele. Die bis zu dritt zusammen stehenden Blüten weisen eine Länge von 50 bis 55 Millimeter auf. Ihre elliptischen bis breit elliptischen, grünlich gelben Perigonblätter sind 30 bis 40 Millimeter lang und 7 bis 17 Millimeter breit. Die Staubfäden sind 12 bis 14 Millimeter lang. Der Fruchtknoten weist eine Länge von 16 bis 25 Millimeter auf und ist 2 bis 4 Millimeter breit.
Früchte und Samen sind nicht beschrieben.

## Systematik und Verbreitung
Furcraea samalana ist im mexikanischen Bundesstaat Chiapas sowie in Guatemala und El Salvador in auf felsigen Hängen in Buschwerk oder Kiefernwäldern in Höhenlagen von 200 bis 2700 Metern verbreitet.
Die Erstbeschreibung durch William Trelease wurde 1915 veröffentlicht.
Furcraea samalana wird innerhalb der Gattung in die Sektion Furcraea eingeordnet.

## Nutzung
Furcraea samalana wird aufgrund der aus ihr gewonnenen Fasern kultiviert.

## Nachweise